# Loxoblemmus detectus
Loxoblemmus detectus är en insektsart som först beskrevs av Jean Guillaume Audinet Serville 1838.  Loxoblemmus detectus ingår i släktet Loxoblemmus och familjen syrsor. Inga underarter finns listade i Catalogue of Life.